# Metaphycus murakamii
Metaphycus murakamii är en stekelart som beskrevs av Sugonjaev 1977. Metaphycus murakamii ingår i släktet Metaphycus och familjen sköldlussteklar. Inga underarter finns listade i Catalogue of Life.